# Liste von Größenordnungen der Beschleunigung
Dies ist eine Zusammenstellung von Beschleunigungen verschiedener Größenordnungen zu Vergleichszwecken. Die Angaben sind oft als „typische Werte“ zu verstehen, die gerundet sind.
Die Grundeinheit der Beschleunigung im internationalen Einheitensystem hat keinen Namen. Sie ist die von den Basiseinheiten abgeleitete Einheit „Meter pro Sekundequadrat“ mit dem Einheitenzeichen m/s2. Nur in den Geowissenschaften ist ein Einheitenname „Gal“ für cm/s2 gebräuchlich.
Eine besondere Bedeutung hatte die Normfallbeschleunigung g = 9,806 65 m/s2 für Umrechnungen von Einheiten im (überholten) Technischen Maßsystem. Außerhalb des technisch-wissenschaftlichen Umfelds ist es weiterhin üblich, Beschleunigungen in Vielfachen von g anzugeben, da dies besonders anschaulich ist. Deshalb sind in der folgenden Tabelle die Werte auch in g angegeben.
Die Angaben beziehen sich auf:

## Beschleunigungen bis 1m/s2
| 0,53 m/s2 | 0,054 g | mittlere Beschleunigung eines ICE 3 bis 200 km/h |

## 1m/s2bis 10m/s2
| 1 m/s2           | 0,1 g          | Freizeitfahrradfahrer |
| 1,07 m/s2        | 0,11 g         | Beschleunigung beim Start aus dem Stand einer Boeing 747-400 bei MTOW und einer Startstrecke von 3250 m                                                  |
| 1,3 m/s2         | 0,13 g         | Beschleunigung moderner S- und U-Bahnen |
| 1,62 m/s2        | 0,17 g         | Fallbeschleunigung auf dem Mond |
| 2 m/s2           | 0,2 g          | Fahrradprofi |
| 3,4 bis 7,0 m/s2 | 0,35 bis 0,7 g | Maximale Beschleunigung beim Anfahren mit einem Mittelklassewagen für den Geschwindigkeitsbereich 0 bis 60 km/h.                                         |
| 4 m/s2           | 0,4 g          | Anfängliche Beschleunigung eines Sportlers im Sprint. |
| 9,81 m/s2        | 1 g            | Beschleunigung im freien Fall ohne Luftwiderstand in der Nähe der Erdoberfläche. Damit wird eine Geschwindigkeit von 100 km/h in 2,83 Sekunden erreicht. |
| 10 m/s2          | 1 g            | Beschleunigung der Kugel beim Kugelstoßen in der Abstoßphase.                                                                                            |
| 10 m/s2          | 1 g            | Mittlere Verzögerung bei Vollbremsung mit einem Auto. |

## 10m/s2bis 100m/s2
| 15 m/s2        | 1,5 g       | Typischer Maximalwert bei einer Kinderschaukel                                                              |
| 16 m/s2        | 1,63 g      | Maximalwert bei einem Space Shuttle während des Wiedereintritts in die Erdatmosphäre                        |
| 19,6 m/s2      | 2 g         | Fadenpendel bei anfänglicher 90°-Auslenkung                                                                 |
| 20 m/s2        | 2 g         | Maximalwert bei einer Saturn V bei Brennschluss der zweiten Stufe                                           |
| 29 m/s2        | 2,9 g       | Derzeitiger Weltrekord bei Elektroautos (2023), Beschleunigung 0–100 km/h                                   |
| 40 m/s2        | 4,1 g       | Maximalwert bei einer Saturn V bei Brennschluss der ersten Stufe                                            |
| 40 m/s2        | 4,1 g       | Maximalwert bei der Achterbahn Silver Star                                                                  |
| 49 m/s2        | 5 g         | Startender Dragster der Klasse Top Fuel                                                                     |
| 64 m/s2        | 6,5 g       | Maximalwert bei einer Apollo-Kapsel während des Wiedereintritts in die Erdatmosphäre nach einem Mondflug    |
| 43 bis 69 m/s2 | 4,4 bis 7 g | Fahrzeugbelastung bei Auffahrunfällen zweier Pkw mit Geschwindigkeitsunterschieden zwischen 7,5 und 10 km/h |
| 78 m/s2        | 8 g         | Durchschnittliche Maximalwerte bei Kunstflugmanövern (Belastungsdauer zwischen 1,5 und 3 Sekunden)          |

## 100 m/s2bis 10 000 m/s2
| 1000 m/s2 | 100 g  | Höchstwert für von Menschen ohne schwere Verletzungen überlebbare g-Kraft bei kurzer Dauer der Beschleunigung (Sekundenbruchteile).                         |
| 1760 m/s2 | 180 g  | Höchste gemessene Beschleunigung, die von einem Menschen (David Purley, 1977) überlebt wurde.                                                               |
| 3000 m/s2 | 300 g  | Ungefähre Zentrifugalbeschleunigung des Trommelinhalts von Waschmaschinen im Schleudergang.                                                                 |
| 9810 m/s2 | 1000 g | Beschleunigung beim Aufprall eines Gegenstands, der aus 1 m Höhe auf harten Boden fällt und liegen bleibt, wenn der Boden oder Gegenstand um 1 mm nachgibt. |

## 10 000 m/s2bis 1 000 000 m/s2
| 50 000 m/s2 | 5100 g | Maximalbeschleunigung des Tennisballes beim Aufschlag |

## 106m/s2bis 109m/s2
| 1·107 m/s2    | 106 g      | Ultrazentrifuge                                                                   |
| 5,31·107 m/s2 | 5,51·106 g | Gemessene Maximalbeschleunigung eines Stachels beim Ausstoß aus einer Nesselzelle |

## 109m/s2bis 1012m/s2
| 2·1011 m/s2 | 2·10 g | Fallbeschleunigung auf der Oberfläche eines Neutronensterns |

## 1012m/s2bis 1015m/s2
| 2·1013 m/s2 | 2·1012 g | Elektron, das sich zwischen zwei 5 cm voneinander entfernten Platten befindet, an denen eine Spannung von 5,7 V anliegt. |